# Emmanuel Mbela Lifafe Endeley
Emmanuel Mbela Lifafe Endeley, né le 10 avril 1916 à Buéa et mort en juin 1988, est un homme politique camerounais. 
Bien qu'ayant succombé à l'activisme syndical et politique caractériel des jeunes camerounais des années 1940 et 1950, il est un vaincu du plébiscite du 11 février 1961 qui a su se plier au verdict des urnes pour mener une vie politique normale dans la nouvelle administration née des indépendances. C'est un opposant politique qui a occupé de grands postes comme : Premier ministre, député à l'Assemblée nationale, membre du comité central de l'UNC (Union nationale du Cameroun) parti unifié formé de nombreux partis (tant du Cameroun anglophone que francophone) qui s'étaient agrégés autour de l'UC (Union du Cameroun) dirigé par le président Ahmadou Ahidjo.

## Biographie

### Enfance
D'ethnie « Bakweri », Emmanuel Mbela Lifafe Endeley naît le 10 avril 1916 à Buéa de Mathias Lifafe Endeley et de Mariana Mojoko Liombe. Le Kamerun est partagé entre la France et le Royaume-Uni après la Première Guerre mondiale et cette partie du territoire qui le voit naître sera confiée au Royaume-Uni pour administration, à la suite de la conférence de Versailles de 1919. E.M.L. Endeley vit les premières années de sa vie comme un enfant nigérian, car le Royaume-Uni administrait son Cameroun comme partie intégrante du Nigeria.

### Études
Il a fait ses études dans une école du gouvernement britannique nouvellement créée à Buéa, ses études primaires se passent tour à tour au Roman Catholic Mission (RCM) à Bonjongo et au Native Authority School Buea. Mais toutes ses études secondaires et supérieures se font au Nigeria: d'abord au Government School Umuahia en 1931, puis au Yaba Higher College à Lagos, et enfin dans une école de médecine au Nigeria où il obtient le grade de Docteur en médecine en 1943. 

## Carrière syndicaliste
Dr Endeley a créé ou a participé à la création de plusieurs syndicats de défense des droits du citoyen et principalement les droits des Bakweri, son ethnie d'origine. En 1939, il crée la Cameroons Youth League, puis la Bakweri Improvement Union en 1944. En 1947, il met en place le premier syndicat des travailleurs de la Cameroon Development Corporation (CDC), Il sera secrétair général puis Président de ce syndicat. Il est l'un des fondateurs d'un groupe de pression en 1949, la Cameroon National Federation (CNF), syndicat à vocation politique où il occupera le poste de Président. La même année, il représente le Cameroun britannique à la conférence d'Ibadan au Nigeria. De 1953 à 1958, il est le Président du Bakweri Co-operative Union of Farmers (BCUF), période pendant laquelle il participe activement à la spécialisation du paysan Bakweri à la production de la banane.

## Carrière politique

### Les années de gloire

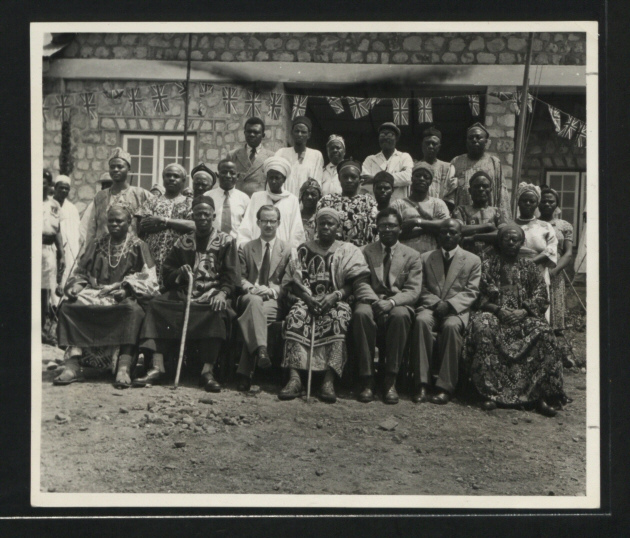
Emmanuel Mbela Lifafe Endeley (assis, troisième partant de la droite) en 1958.

Dr Endeley est élu, avec douze autres camerounais, au Lagos House of Representatives et au House of Assembly à Enugu en 1951. Il souhaitait que le Cameroun britannique ait un statut à part dans la Fédération nigériane. Avec Salomon Tandeng Muna et John Ngu Fontcha, il fut l'un des premiers membres du Conseil national du Nigeria et du Cameroun (NCNC). Les trois hommes politiques créent le Congrès national du Kamerun (KNC) en 1953. Endeley participe à l'écriture de pétitions pour demander l'autonomie interne (self government) du Cameroun britannique. Il ne voit pas d'un bon œil la rage et la violence avec laquelle la guerre d'indépendance a lieu au Cameroun français. Et il s'affirme devant ses pairs (Salomon Tandeng Muna et John Ngu Foncha) comme un militant pro-Nigérian favorable au rattachement du Cameroun britannique au Nigeria et contre le retour au Cameroun d'avant la Première Guerre mondiale. En 1955, Fontcha et Muna se désolidarisent de lui en quittant le KNC pour fonder le Parti démocratique national du Kamerun (KNDP). Endeley a cependant le vent en poupe puisqu'il est élu Premier ministre en 1957 et installé à son poste l'année suivante. 

### Les années noires
En 1959, le peuple rejette Endeley et élit John Ngu Foncha au poste de Premier ministre. Celui-ci prend ses fonctions le 1er février 1959. Les deux Cameroun sont résolument engagés dans la guerre pour l'indépendance et la réunification. Au Cameroun britannique, elle oppose les pro-camerounais, comme Salomon Tandeng Muna et John Ngu Foncha, face aux pro-nigérians que sont Emmanuel Mbela Lifafe Endeley et ses pairs du Cameroun septentrional. Le 5 mai 1960, Endeley et son KNC font alliance avec un autre groupe pro-nigérian, le KPP (Parti du peuple du Kamerun), pour fonder la Convention nationale du peuple camerounais (CPNC), principal parti d'opposition à John Ngu Foncha contre la réunification des deux Cameroun. 
Un plébiscite est en train de se préparer pour savoir si oui ou non les habitants du Cameroun britannique acceptent de rejoindre la république du Cameroun (ex-Cameroun français) au sein d'un même pays ou s'ils préfèrent rester dans la fédération du Nigeria. Il sera organisé par les Nations unies. Endeley utilise des pamphlets pour tenter de convaincre les habitants du Cameroun britannique à voter massivement le « non au retour dans le Cameroun ». Il écrit : « Qui parmi vous aimerait vivre dans le Cameroun français, un pays rougi par le sang de milliers d'innocents tués par les terroristes (de l'UPC : Union des populations du Cameroun) et le régime Ahidjo ? Qui parmi vous aimerait vivre dans un pays où il y a un manque de respect de la dignité humaine et où vous ne pouvez pas dire librement ce que vous pensez ou mener votre activité économique en paix ? Qui parmi vous aimerait voir ses enfants grandir dans la servitude ? ».  
« Voter pour la république du Cameroun c'est choisir de vivre dans la peur de la police et de l'armée. Vous n'aurez plus la liberté de vous déplacer; vous n'aurez plus le droit d'exprimer publiquement vos opinions politiques, et vous pourrez être arrêté et mis en prison sans aucun procès ». 
Le 11 février 1961, jour du plébiscite, le peuple le rejette une fois de plus. Les résultats de l'élection sont implacables au Cameroun méridional: 233 571 « oui » pour le retour au Cameroun contre 97 741 « non ». Dr Emmanuel Mbela Lifafe Endeley a perdu, ses confrères du Cameroun septentrional ont gagné: 146 296 « oui » pour le Nigéria contre 97 659 « non ».

### Le ralliement
Dr Endeley se plie au verdict des urnes. Il participe à la création du parti unique en 1966, l'Union nationale camerounaise (UNC). Il est membre du Comité Centrale de ce parti et Président du département du Fako. Il occupe les mêmes postes dès 1985 quand le parti devient le Rassemblement démocratique du peuple camerounais (RDPC).
Dr EML Endeley est élu député à l'Assemblée nationale de la république unie du Cameroun en 1973. De 1979 à 1985, il est le président de la South West Farmers Co-operative Union (SOWEFCU).